# San Francisco Javier
San Francisco Javier é um município de El Salvador, localizado no departamento de Usulután. Segundo censo de 2017, havia 5 097 habitantes.